# Jiang Bo
Jiang Bo (chiń. 姜波; pinyin Jiāng Bō; ur. 13 marca 1977) – chińska biegaczka długo- i średniodystansowa.
Podczas Mistrzostw Chin w 1997 ustanowiła dwa świetne wyniki w biegu na 1500 i 5000 m, na tym drugim dystansie ustanowiła rekord świata 14:28.06, który przetrwał do 2004. Wielu podejrzewa, że za jej świetnymi wynikami stały niedozwolone środki wspomagające, gdyż ani na MŚ w 1999, ani na igrzyskach olimpijskich w 2000 nie zdobyła medalu, odpadając w fazach eliminacyjnych.